# Амазонская рогатка
Амазонская рогатка, или рогатая лягушка, или итанния (лат. Ceratophrys cornuta) — вид земноводных из рода Рогатые лягушки семейства Ceratophryidae.

## Описание
Общая длина достигает от 7,2 до 20 см (без задних конечностей). Наблюдается половой диморфизм: самки крупнее самцов. Имеет плотное жабовидное туловище, очень большую и широкую голову и соответствующий ей по размеру рот. Язык с глубоким вырезом сзади. Над глазами имеются заострённые выросты, как и у всех рогаток, представляющие собой вытянутое в высоту острие верхнего века. Присутствуют также высокие бородавчатые гребни на окостеневшей коже головы.

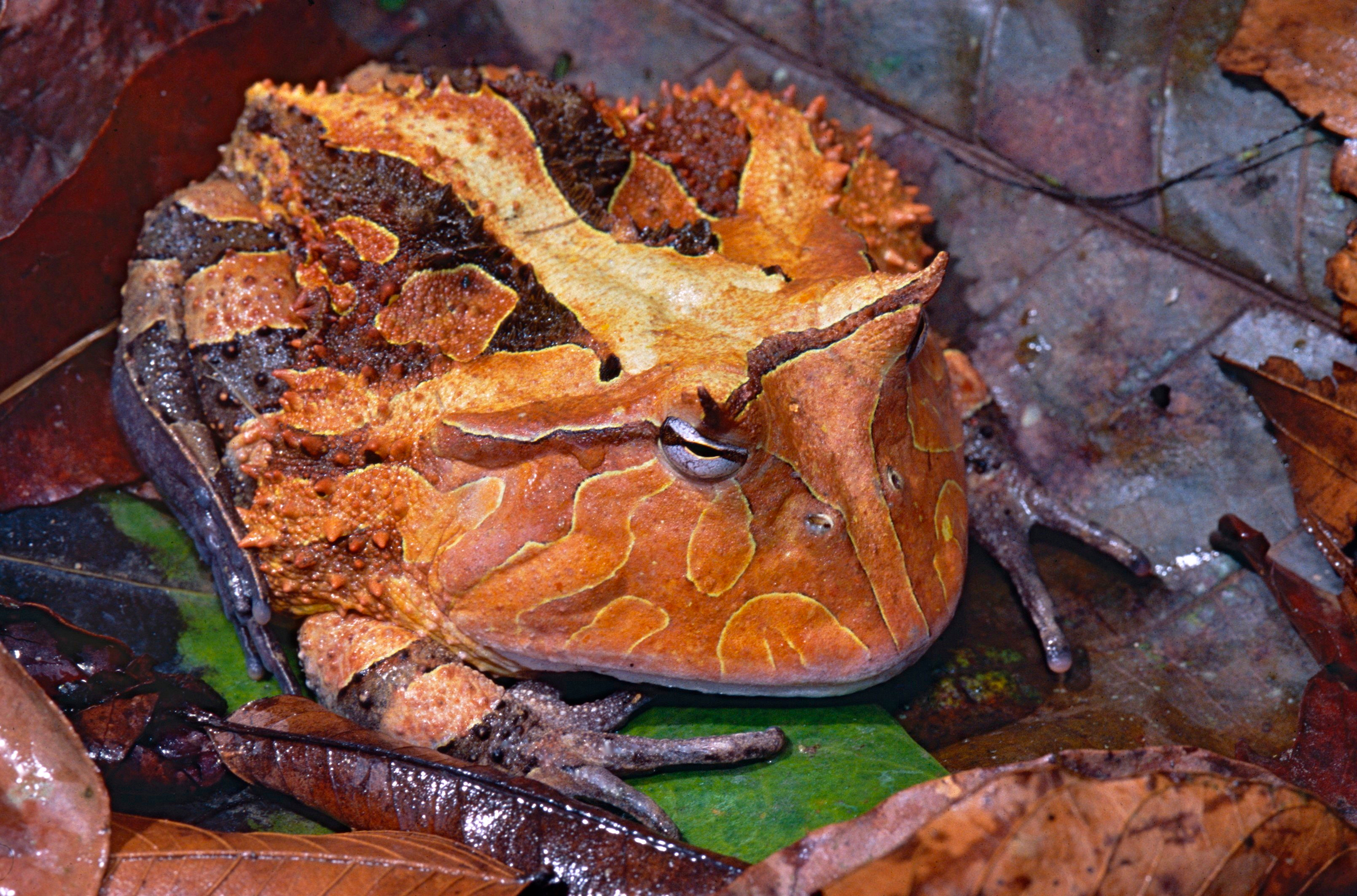

Широкая полоса проходит от конца морды через всю спину, у самца оранжево—красная, а у самки ярко—зелёная. Другие части тела сверху окрашены в красно-бурые, чёрно-бурые и зелёные тона, они располагаются в виде пятен и полос. Брюхо посередине желтовато—белое, по бокам жёлтое и усеяно красно—бурыми пятнами. В окраске наблюдаются значительные вариации.

## Распространение
Живёт в бассейне реки Амазонка (Гвиана, Суринам, Гайана, Бразилия, Венесуэла, Колумбия, Эквадор, Перу, Боливия).

## Образ жизни
Предпочитает тропические влажные леса. Активна ночью. Встречается на высоте до 400 м над уровнем моря. Часто зарывается в листовую подстилку или в почву. Закопавшись она сидит так, чтобы снаружи была видна только большая голова. В таком положении эта рогатка ждёт добычу. Питается беспозвоночными, мышевидными грызунами, лягушками, ящерицами.
Размножение происходит во время сезона дождей. Самка откладывает до 1000 яиц. Головастики довольно прожорливы. Питаются головастиками других земноводных.